# Медовое (Калининградская область)
Медовое — посёлок в Багратиновском районе Калининградской области. Входит в состав Пограничного сельского поселения.

## Население
| 2002 | 2010 |
| ---- | ---- |
| 600  | ↗646 |